# Krapkowicki
Krapkowicki là một huyện thuộc tỉnh Opolskie của Ba Lan. Huyện có diện tích 442 km². Đến ngày 1 tháng 1 năm 2011, dân số của huyện là 66539 người và mật độ 151 người/km².